# Mustafa-Preis

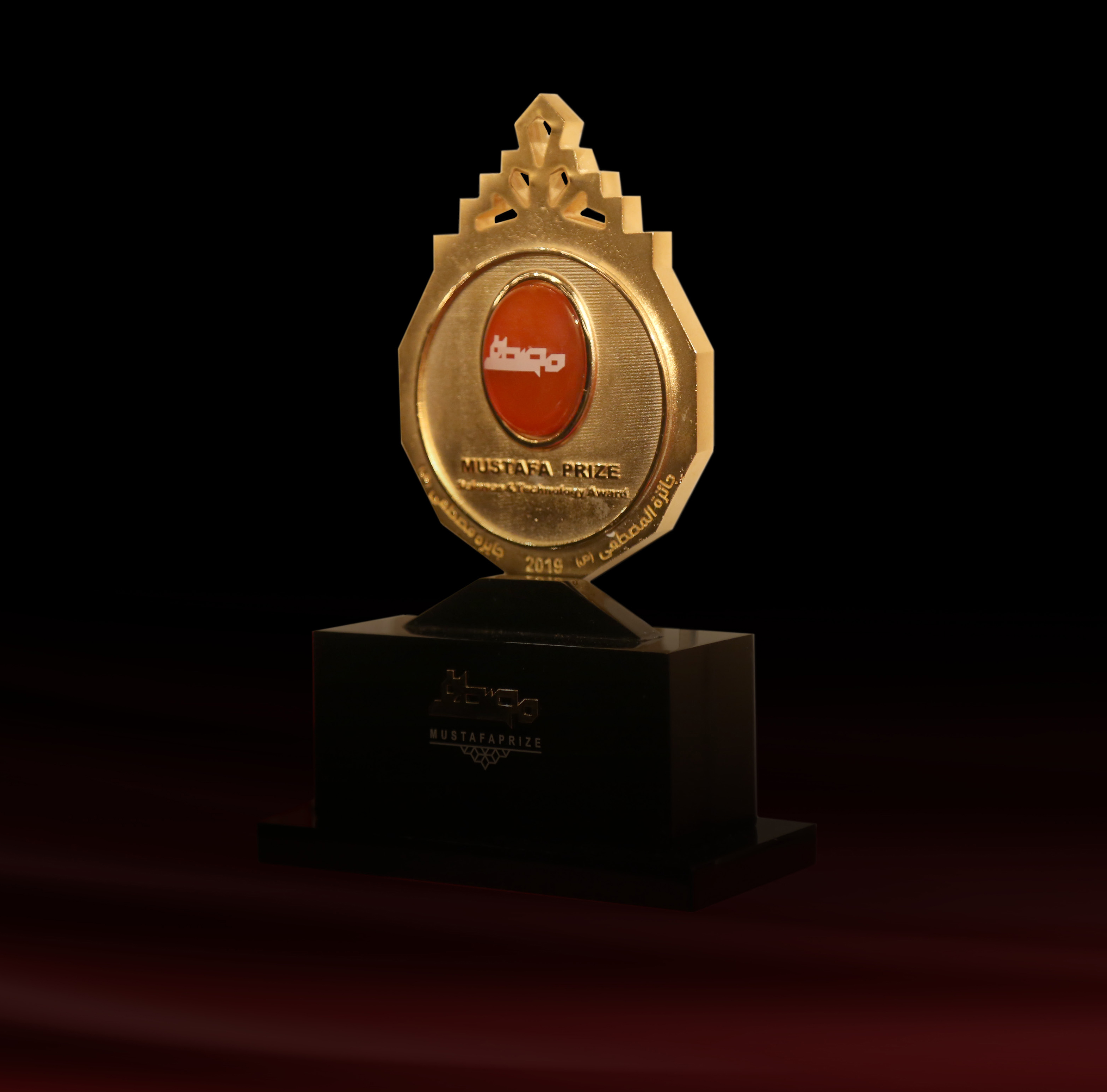
Mustafa-Preis

Der Mustafa-Preis ist eine Auszeichnung für Wissenschaft und Technologie des Iran, die erstmals 2015 vergeben wurde.
Der Mustafa-Preis wird alle zwei Jahre an Forscher und Wissenschaftler der Mitgliedsstaaten der Organisation für Islamische Zusammenarbeit (OIC) verliehen. Der Mustafa-Preis soll nach dem Willen der Verleiher eine islamische Version des Nobelpreises werden. Der Mustafa-Preis wird in den vier Kategorien „Leben und Medizinwissenschaften und Technologie“, „Nanowissenschaften und Nanotechnologie“, „Informations- und Kommunikationswissenschaft und -technologie“und „Alle Bereiche von Wissenschaft und Technologie“ verliehen und ist in jeder Kategorie mit 500.000 US-Dollar dotiert.
2014 wies Elise Auerbach in einem Artikel in Nature auf die Auszeichnung hin und kritisierte die Verfolgung von Wissenschaftlern im Iran. Sie argumentierte, dass iranische Wissenschaftler ohne Angst vor Verfolgung im Ausland interagieren dürfen.

## Preisträger
| Name               | Zugehörigkeit | Jahr | Kategorie                                                                         |
| ------------------ | --- | ---- | --------------------------------------------------------------------------------- |
| Jackie Yi-Ru Ying  | Professor und Exekutivdirektor des Instituts für Bioengineering und Nanotechnologie von Singapur                                                                   | 2015 | Bio-Nanotechnologie                                                               |
| Omar M. Yaghi      | Professor und Co-Direktor des Kavli Energie Nano Institute und Mitglied der Fakultät der University of California, Berkeley                                        | 2015 | Nanowissenschaften und Nanotechnologie                                            |
| Sami Erol Gelenbe  | Professor für Elektrotechnik am Imperial College, London, Vereinigtes Königreich und Mitglied der Akademie der Wissenschaften der Türkei (Bilim Akademisi Derneği) | 2017 | Informations- und Kommunikationswissenschaft und -technologie                     |
| Amin Shokrollahi   | Professor für Mathematik und Informatik an der EPFL und Gründer, Präsident und CEO von Kandou Labs, Lausanne, Schweiz                                              | 2017 | Informationstheorie                                                               |
| Ali Khademhosseini | Professor für Biotechnologie, Universität von Kalifornien, Los Angeles                                                                                             | 2019 | Nano- und Mikro-Hydrogele                                                         |
| Uğur Şahin         | Professor und Geschäftsführer der Translationalen Onkologie an der Universitätsmedizin Mainz gGmbH (TRON)                                                          | 2019 | Immunologie                                                                       |
| Umran S. Inan      | Professor und Rektor der Koç Üniversitesi | 2019 | Ionosphärische und atmosphärische Physik                                          |
| Hossein Baharvand  | Professor für Stammzellen und Entwicklungsbiologie, royan institut, iran                                                                                           | 2019 | Parkinson-Behandlung                                                              |
| Mohammad Abdolahad | Professor und Mitglied der Fakultät Elektro- und Informationstechnik der Universität Teheran                                                                       | 2019 | Das Verhalten gesunder und krebsartiger Zellen in das elektrische Feld übertragen |